# Zooloretto
Zooloretto – gra planszowa z gatunku eurogier wydana w 2007 roku, zdobywca nagrody Spiel des Jahres 2007. W Polsce została wydana przez wydawnictwo G3.
Każdy z graczy jest właścicielem ogrodu zoologicznego. Pozyskując stada zwierząt i rozmnażając je, gracze mogą zwiększyć liczbę odwiedzających, za co otrzymują punkty zwycięstwa. 
Wersja gry na urządzenia iPhone oraz iPod Touch została wydana w maju 2009.

## Nagrody
- Spiel des Jahres 2007 – wygrana
- Golden Geek Awards 2007 – najlepsza gra rodzinna – wygrana[2]
- Golden Geek Awards 2007 – najlepsza gra dla dzieci – wygrana[2]
- Deutscher Spiele Preis 2007 – V miejsce
- Japan Boardgame Prize 2007 – najlepsza zagraniczna gra dla początkujących – wygrana[3]